# Pierre Koenig

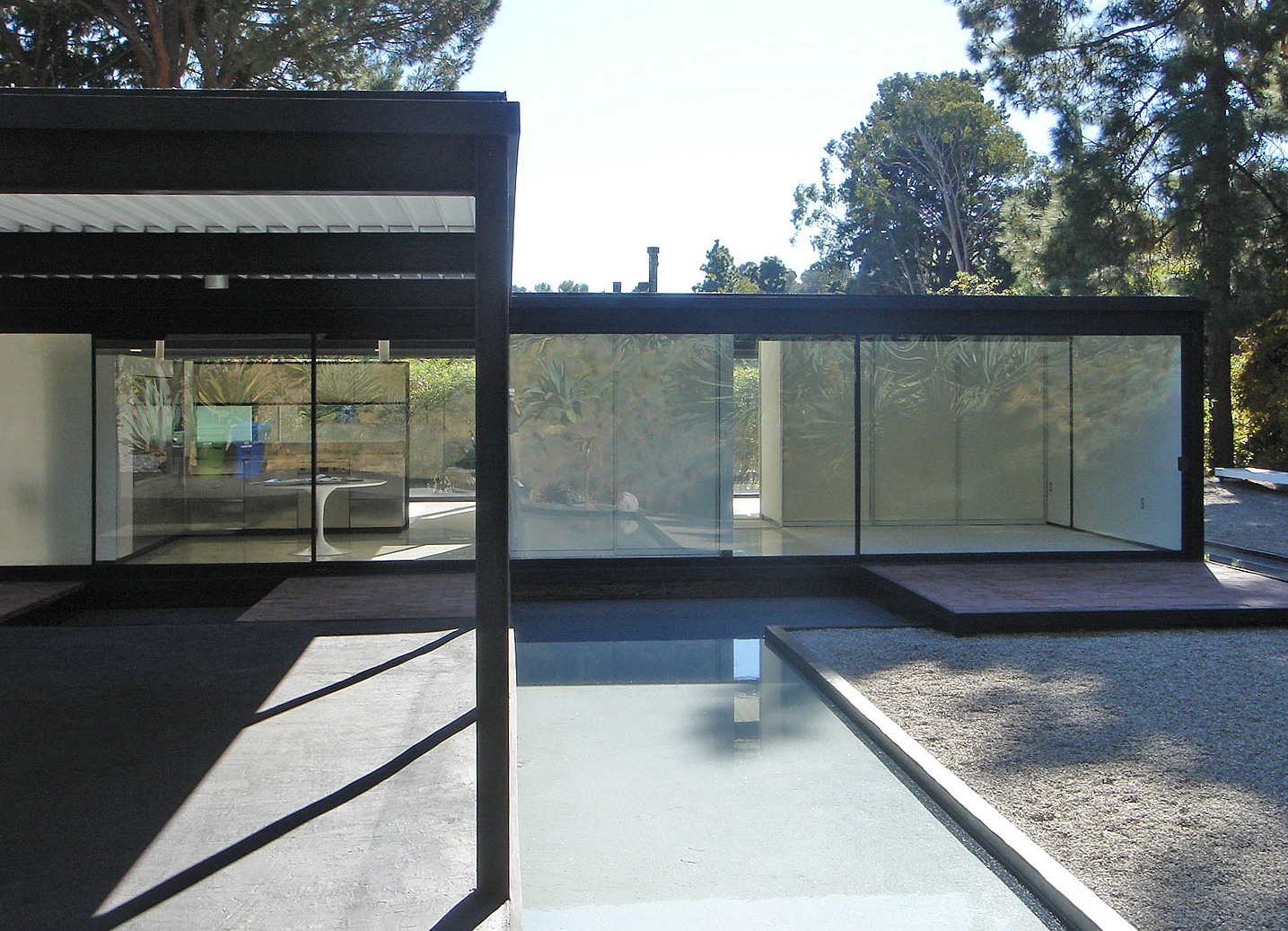
Case Study House 21, Los Angeles

Pierre Koenig (San Francisco (Californië), 17 oktober 1925 - Los Angeles (Californië), 4 april 2004) was een modernistisch Amerikaans architect. Hij genoot zijn opleiding aan de universiteit van Utah in Salt Lake City, aan het Pasadena City College en aan de University of Southern California in Los Angeles, waar hij zijn bachelor-diploma in architectuur behaalde. Zijn eerste woning werd in 1950 gebouwd, toen hij zelf nog studeerde.
In 1952 startte hij zijn eigen bedrijf in Los Angeles. Koenig gebruikte stalen geraamtes en industriële technologie om zijn eigen stijl te ontwikkelen. Belangrijke thema's in zijn architectuur zijn de natuurlijke expressie van de materialen zonder ornamenten, en het economische en efficiënte van zijn bouwwerken. Zo spendeerde hij veel aandacht aan de kostprijs van gebouwen en aan energieverbruik.
Hij was het meest bekend door zijn ontwerp van het Case Study House nummer 21 (Bailey Huis, 1956-1958) en 22 (Stahl Huis, 1960) en andere woningen met een stalen basisconstructie. Nummer 21 en 22 zijn beide gebouwd op erg onherbergzame terreinen in de buurt van Los Angeles.
Koenig slaagde er goed in om met geprefabriceerde materialen (lichtgewicht stalen constructies) een verantwoord huis te bouwen dat modern én goedkoop was.

## Enkele belangrijke ontwerpen
- Koenig Huis te Glendale, 1950
- Bailey Huis te Los Angeles, 1956-1958 voorbeeld van Case Study House nr. 21
- Stahl Huis te Los Angeles, 1960 voorbeeld van Case Study House nr. 22
- Johnson Huis te Carmel Valley, 1962
- Oberman Huis te Palos Verdes, 1962
- Iwata Huis te Monterey Park, 1963